# Čeja (Baranjska županija, Mađarska)
Čeja (mađ. Drávacsehi) je selo u južnoj Mađarskoj.
Zauzima površinu od 7,40 km četvornih.

## Zemljopisni položaj
Nalazi se na 45° 48' 46" sjeverne zemljopisne širine i 18° 10' 2" istočne zemljopisne dužine, 2 km sjeverno od Drave i granice s Republikom Hrvatskom. Najbliže naselje u RH je Donji Miholjac koji se nalazi 4 km južno.
Drávacsepely je 1,5 km sjeverozapadno, Sredalj je 1 km sjeverno, Kovačida je 1 km sjeverno-sjeverozapadno, Pačva je 3 km sjeveroistočno, Saboč je 2,5 km istočno, a Tišna je 2,5 km zapadno. Selo Palkanja se nastavlja na Čeju. Nalazi se neposredno jugoistočno.

## Upravna organizacija
Upravno pripada Šikloškoj mikroregiji u Baranjskoj županiji. Poštanski broj je 7849.

## Promet
1,5 km sjeverno od sela prolazi pruga Barča-Šeljin-Mohač.

## Stanovništvo
Visov ima 251 stanovnika (2001.). Mađari su većina. Romi čine desetinu stanovnika i u selu imaju manjinsku samoupravu. Skoro 2/3 stanovnika su rimokatolici, blizu četvrtine su kalvinisti te ostali.

## Vanjske poveznice
- Čeja na fallingrain.com